# Babjevia
Babjevia är ett släkte av svampar. Babjevia ingår i familjen Lipomycetaceae, ordningen Saccharomycetales, klassen Saccharomycetes, divisionen sporsäcksvampar och riket svampar.
|          | Myxozyma                           |
|          |                                    |
|          | Lipomyces                          |
|          |                                    |
|          | Dipodascopsis                      |
|          |                                    |
| Babjevia | \| \| Babjevia anomala \| \| \| \| |
|          | \| \| Babjevia anomala \| \| \| \| |
|          | Kawasakia                          |
|          |                                    |
|          | Babjevia anomala                   |
|          |                                    |

|  | Babjevia anomala |
|  |                  |